# Gnophos cava
Gnophos cava är en fjärilsart som beskrevs av András Vojnits 1968. Gnophos cava ingår i släktet Gnophos och familjen mätare. Inga underarter finns listade i Catalogue of Life.